# Cynna (dramat)
Cynna (fr. Cinna ou la Clémence d’Auguste) – tragedia Pierre’a Corneille’a wystawiona w roku 1642.

## Data powstania utworu
Corneille wystawił Cynnę w Théâtre du Marais w sezonie 1641/1642. Krytyka powitała sztukę z niekłamanym zachwytem. Balzak mówił o cudzie, twierdził, że tragedia leczy chorych (sprawia, że sparaliżowani klaszczą), a do Paryża przenosi republikański Rzym, wyczarowany genialnym piórem poety marmurowy gród. Inni próbując prześcignąć w pochwałach Balzaka, mówili, że Corneille stworzył brewiarz dla królów. Nawet, krytyczny zazwyczaj, opat d'Aubignac chwalił kunszt autora, choć wietrzył naruszenie reguły prawdopodobieństwa.

## Osoby
| Osoba                  | Jej rola w dramacie |
| ---------------------- | ------------------- |
| Oktawiusz Cezar August | cesarz rzymski      |
| Liwia                  | żona Augusta        |
| Cynna                  | wnuk Pompejusza     |
| Maksym                 |                     |
| Emilia                 | córka Toraniusza    |
| Fulwia                 | powiernica Emilii   |
| Poliklet               | wyzwoleniec Augusta |
| Ewander                | wyzwoleniec Cynny   |
| Euforb                 | wyzwoleniec Maksyma |

## Treść

### Akt I

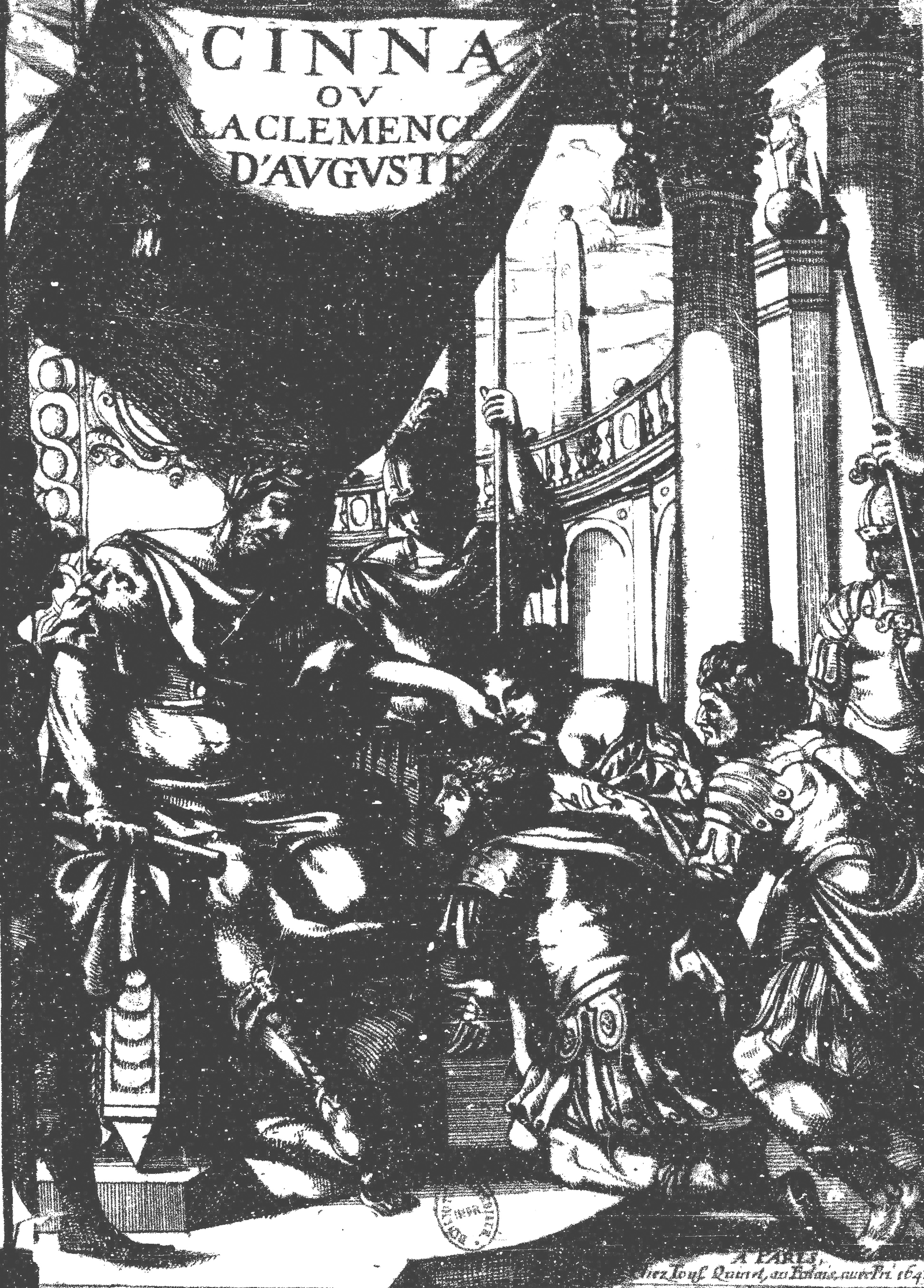
Ilustracja do Cynny w wydaniu z 1643

Emilia postanawia zemścić się na cesarzu Auguście za śmierć ojca, rękami swego kochanka Cynny. Fulwia, zwraca swej pani uwagę, że cesarz stara się odkupić winę. Emilia uważa jednak pomszczenie ojca za swą podstawową powinność, nawet, gdyby jej ukochany miał zginąć podczas zamachu. Jest gotowa umrzeć wraz z nim. Cynna powiadamia Emilię, że jego podkomendni są gotowi w dniu jutrzejszym podczas składania ofiar zaatakować Augusta i uwolnić Rzym od tyrana, który spustoszył kraj wojną domową. Przyjaciel Cynny, Maksym ma zabezpieczyć przedsięwzięcie. Przybywa wyzwoleniec Cynny, Ewander, z wiadomością, że cesarz wzywa jego pana i Maksyma. Emilia, przestraszona, że wszystko się wydało, nakłania kochanka do ucieczki. Cynna nie ma zamiaru cofać się przed lada jaką obawą.

### Akt II
August pokonawszy wrogów prosi Cynnę i Maksyma o radę, czy ma ogłosić się cesarzem, czy zrzec się tronu i przywrócić republikę. Cynna nakłania go, by nie rezygnował z tego, co zdobył, wskazując, ile złego przyniosły ostatnie dziesięciolecia istnienia republiki. Maksym przeciwnie, przekonany o przyrodzonym Rzymianom umiłowaniu wolności, przemawia za republiką. Ostatecznie Cynna przekonuje Augusta, by dla utrwalenia pokoju i bezpieczeństwa obywateli nie wahał się przyjąć korony. August wynagradza swoich przyjaciółː Maksyma mianuje namiestnikiem Sycylii, a Cynnie oddaje rękę Emilii. Maksym wyrzuca Cynnie, że nie wykorzystał okazji do przywrócenia republiki. Cynna twierdzi jednak, że republika może powstać z krwi tyranów, nie powinna zawdzięczać im wolności, tak jak on nie chce zawdzięczać Augustowi ręki Emilii.

### Akt III
Maksym z rozmowy z Cynną dowiaduje się, że przyjaciel z miłości do Emilii nakłonił Augusta do przyjęcia korony, by dokonać na nim zemsty i tak zdobyć ukochaną. Maksym również kocha Emilię, nadto zwątpił w szczerość patriotyzmu Cynny. Jego sługa Euforb radzi mu wydać Cynnę Augustowi i tak zdobyć rękę Emilii. Maksym wzdraga się zwłaszcza przed wydaniem współspiskowców. Chce poza tym zdobyć serce, a nie jedynie rękę ukochanej. Cynna zwierza mu się, że wobec łaskawości Augusta, który zaprosił ich do współrządów, zadanie mu skrytobójczej śmierci wydaje mu się szczególnie podłe. Maksym jest oburzony, że Cynna najpierw odwiódł Augusta od zrzeczenia się władzy, a teraz chce go najwyraźniej pozostawić na tronie. Cynna wyjawia też swoje wątpliwości Emilii. Ukochana jest jednak nieprzejednana. Jest gotowa zginąć sama w zamachu na Augusta. Cynna ulega jej pragnieniu zemsty. Po jego odejściu Emilia wysyła Fulwię, by go powstrzymała.

### Akt IV
Euforb z polecenia Maksyma ujawnia Augustowi spisek Cynny na jego życie. Jednocześnie powiadamia cesarza, że jego pan z rozpaczy rzucił się w fale Tybru. August jest wstrząśnięty zdradą najbliższego przyjaciela, którego zaprosił do współrządów. Pragnął pokoju, a wciąż ścigają go demony wojny, którą prowadził dla zjednoczenia państwa. Waha się czy ustąpić czy dalej walczyć. Emilia dowiaduje się o wykryciu spisku i śmierci Maksyma, kiedy ten zjawia się u niej i wzywa ją do jak najprędszego opuszczenia Rzymu, aby uniknąć cesarskiego gniewu. Emilia odgaduje podstęp zakochanego w niej młodzieńca. Jest zdecydowana pozostać w Rzymie i wyjść na spotkanie śmierci. Maksym jest zrozpaczony, że usłuchał niegodnej rady swego sługi. Pragnie już tylko wywrzeć na nim swą zemstę.

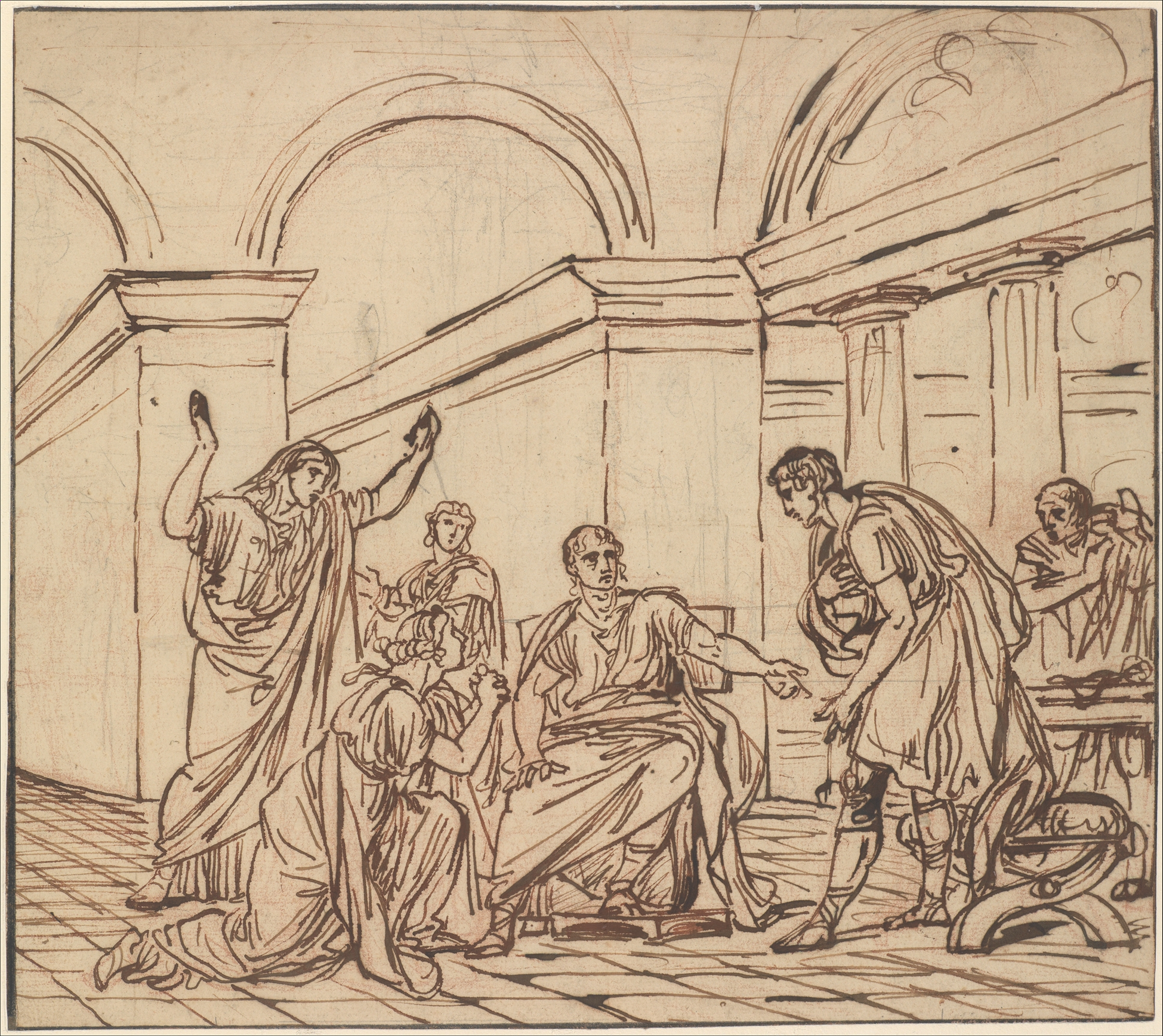
Cynna i Emilia przed Augustem. François André Vincent, 1787-88

### Akt V
August przywołuje Cynnie na pamięć wszystkie dobrodziejstwa, którymi go obsypał i ujawnia odkryty spisek na jego życie. Cynna przyznaje, że pragnął uwolnienia Rzymu od tyranii. Emilia wyznaje, że to z jej powodu, aby pomścić śmierć jej ojca, Cynna był gotów targnąć się na życie Augusta. Ona również prosi o śmierć. August ogłasza im śmierć w męczarniach, gdy zjawia się Maksym, którego cesarz uważa za swego przyjaciela, który uratował go od śmierci. Maksym wyznaje, że uczynił to jedynie z zazdrości, by zdobyć Emilię i również prosi o śmierć wraz z Euforbem. August przezwyciężą swój gniew i ułaskawia Cynnę, obdarza go konsulatem i ręką Emilii, którą za stratę ojca wynagradza ocaleniem męża. Wszyscy udają się do świątyni, gdzie August ogłosi przebaczenie dla spiskowców.

## Analiza
Cynna przewyższa technicznie wszystko co Corneille napisał wcześniej. W sposób naturalny zachowuje zasadę trzech jedności, utrzymuje napięcie aż do finału, a nawet wzmaga je w V akcie, co dotąd było słabą stroną warsztatu autora. Dramatopisarz z żelazną konsekwencją urzeczywistnił założenia swojej własnej poetyki. Bohaterowie nie budzą grozy ani litości lecz podziw, nad akcją dramatu góruje potężna, równa bogom, jednostka, której los kończy się szczęśliwym akordem.
Cynna stanowi rewizję Horacjusza. August nie kieruje się nieludzką racją stanu. Zdaje sobie sprawę, że przemoc dzieli a nie łączy. Umacniając państwo mieczem wykopał głęboki rów między tronem a społeczeństwem. Aby nawiązać kontakt z poddanymi jest gotów wyrzec się władzy cesarskiej. Po raz pierwszy u Corneille’a to władca skupia na sobie całą uwagę, nie tylko prowadzi akcję, ale też dzieli się miażdżącym brzemieniem egzystencji. To on, a nie Cynna, jest głównym bohaterem i od tego, co przedsięweźmie zależy przyszłość. Żona, Liwia, doradza mu łaskę, by rozbroić skrzywdzonych i udaremnić spisek. Proponuje wybieg w grze politycznej. Tak interpretował dalsze postępowanie Augusta Napoleon, który widział w nim posunięcie taktyczne, wzmacniające siłę dyktatora. Cesarz nie chce jednak rządzić po staremu, szuka nowego ładu, który położy kres tyranii, która zagraża zarówno społeczeństwu, jak i jemu samemu. Znalazłszy dobre wyjście z sytuacji sam zintegruje się jako jednostka.

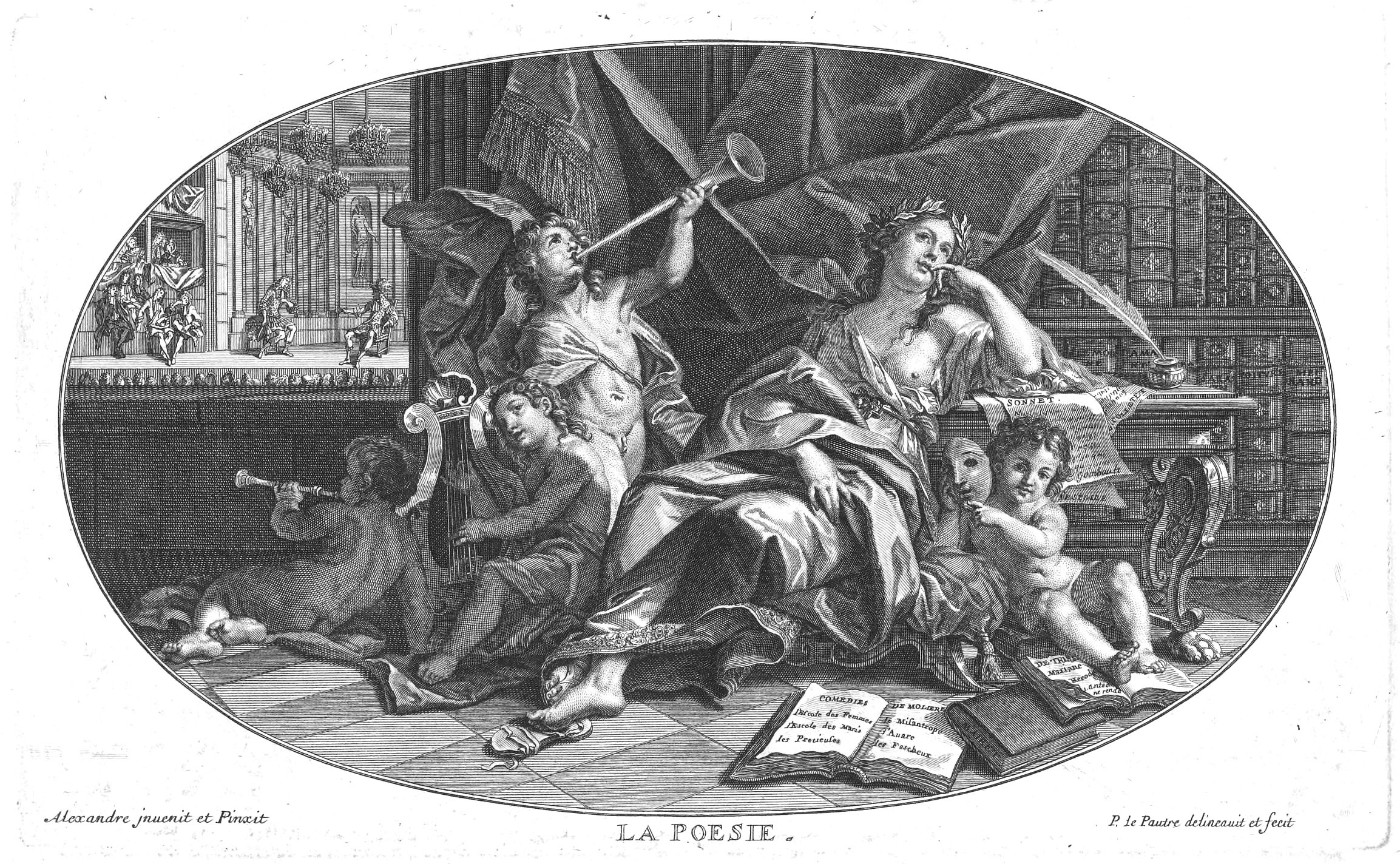
La Poésie Juliena Alexandre’a. W tle scena z Cynny, wystawianego w sezonie 1679/1680

Republikanka Emilia, która podjudza spiskowców, nie mogąc zapomnieć doznanej krzywdy, pojedna się z cezarem. Buntownicy odpłacą władcy sercem za serce. Tragedia powstała w okresie gorących dyskusji na temat prerogatyw monarchy. Le Bret, Cauvigny, Silhon skłaniali się ku absolutyzmowi, opozycja szlachecka opowiadała się za monarchą świętym, nietykalnym, ale ograniczonym w swoich prawach, kładąc zręby pod teorię prawa naturalnego. W literaturze tego okresu roi się od złych monarchów, tyranami są jednak z reguły przewrotni ministrowie lub faworyci, potrzebni szlacheckiej świadomości jako kozły ofiarne.
Historycy nie odnaleźli klucza politycznego do tragedii. Za postacią Emilii nie ukrywa się żadna z ówczesnych intrygantek politycznych. Podobnie nie sposób zidentyfikować Augusta z którymkolwiek z ówczesnych dostojników. Starsi krytycy odczytywali utwór jako wołanie o pobłażliwość dla osób, które wyraziły sympatię tzw. bosonogim w Normandii. Bunt został jednak stłumiony kilkanaście miesięcy przed premierą utworu, a jego przywódcy dali głowę, wołanie o litość byłoby więc w tej sytuacji daremne. Zastanawia dlaczego Richelieu przyklasnął sztuce. W okresie gdy pojawiła się na scenie, zbierał właśnie owoce swej polityki, gwałt okazał się płodny i pożytecznyː w kraju panował spokój, autorytet Francji na arenie międzynarodowej wzrósł. Niemniej Richelieu nie chciał uchodzić za tyrana, nie dążył też do dyktatury. Z tych więc zapewne względów oklaskiwał tragedie, która obiecywał szczęśliwe jutro, mądry i wyrozumiały porządek.

## Tłumaczenie na język polski
Tłumaczenia Cynny na język polski dokonali na początku XIX wieku Ludwik Osiński i Franciszek Godlewski. Tłumaczenie Godlewskiego ukazało się drukiem w 1806 roku w Wilnie, tłumaczenie Osińskiego w 1885 we Lwowie nakładem A.D. Bartoszewicza. Po raz ostatni Cynna w tłumaczeniu Osińskiego ukazał się w zbiorowym wydaniu Tragedii Corneille’a i Racine’a w PIW-ie w 1978 roku. Tłumaczenie Osińskiego nie uwzględnia postaci Liwii.